# Hagetmau
Hagetmau (en francès Hagetmau) és un municipi francès situat al departament de les Landes i a la regió de la Nova Aquitània.

## Demografia
| 1962                                       | 1968  | 1975  | 1982  | 1990  | 1999  | 2007  |
| ------------------------------------------ | ----- | ----- | ----- | ----- | ----- | ----- |
| 3.376                                      | 3.755 | 4.318 | 4.514 | 4.449 | 4.411 | 4.549 |
| Des de 1962: població sense dobles comptes |       |       |       |       |       |       |

## Administració
| Període   | Identitat      | Partit |
| --------- | -------------- | ------ |
| 1971-1995 | Alain Dutoya   | PRG    |
| 1995-     | Serge Lansaman | UMP    |

## Agermanaments
- Tordesillas